# Сеид Хасан-паша
Сеид Хасан-паша (Ресадија у Токат вилајету, ?- децембар 1748) је био велики везир Османског царства.
Служио је као јаничар у Истанбулу, где је напредовао у служби до ранга аге. Истакао се у бици код Гроцку 1739. године, после које су османске снаге поново заузеле Београд. Док је био у Београду, подигао је Хасан-пашину џамију у Доњем граду Београдске тврђаве, која је срушена тек након Другог светског рата.
Велики везир је постао 4. октобра 1742. године. У његово време је вођен Османско-персијски рат од 1743. до 1746. године. Пошто није остварио нарочитих успеха у цивилној власти, напустио је положај 10. августа 1746. године и отишао на Родос. Касније је био гувернер Мерсина и Дијарбакира.
Његов син Сеид Абдул-паша је такође био велики везир од 1747. до 1750. године.
Умро је децембра 1748. године.